# Maryland
Maryland (pronunciado /ˈmɛrələnd/ en inglés) es uno de los cincuenta estados que, juntamente a Washington D. C., forman los Estados Unidos de América. Su capital es Annapolis y su ciudad más poblada, Baltimore.
Está en la región del Atlántico Medio de Estados Unidos. Limita al norte con Pensilvania, al este con Delaware y al sur con el río Potomac que lo separa de Virginia, Washington D. C. y Virginia Occidental. Con 32 133 km² es el noveno estado menos extenso —por delante de Hawái, Massachusetts, Vermont, Nuevo Hampshire, Nueva Jersey, Connecticut, Delaware y Rhode Island, el menos extenso—. Con 180 hab/km² es el quinto más densamente poblado —por detrás de Nueva Jersey, Rhode Island, Connecticut y Massachusetts—. Fue admitido en la Unión el 28 de abril de 1788, como el estado número siete.
Recibió su nombre en homenaje a la reina Enriqueta María de Francia, esposa del rey Carlos I de Inglaterra (Maryland en inglés significa "Tierra de María"). Fue una de las Trece Colonias que se rebelaron contra el dominio británico en la región.
El apodo del estado es Old Line State (Estado de Línea Antigua), en homenaje a sus "tropas de línea" (troops of the line), que fueron varias veces elogiadas por George Washington por su excelente actuación en la Guerra de Independencia de los Estados Unidos.
El actual himno de Estados Unidos, The Star-Spangled Banner, fue escrito por Francis Scott Key, un abogado y poeta aficionado que se inspiró al ver a las tropas estadounidenses defendiendo con éxito un ataque de tropas navales del Reino Unido (en la época, la mayor potencia militar del mundo) contra Baltimore, en la guerra anglo-estadounidense de 1812.

## Historia

### Hasta 1775
Nativos americanos algonquinos vivían en la región desde unos diez mil años antes de la llegada de los primeros europeos. El primero de ellos fue el español Pedro Menéndez de Avilés, entonces el gobernador de la colonia española de Florida. Este había explorado la bahía de Chesapeake, actualmente parte de Maryland, en 1572. El comerciante británico William Claiborne, de Virginia, fundó en 1631 el primer puesto comercial.
Ese mismo año, George Calvert, un noble británico, pidió a la Corona británica el derecho de propiedad y gobierno de la región de la bahía de Chesapeake. Calvert era católico y quería una colonia en América donde los británicos de esa religión, discriminados en su país (de mayoría protestante), pudieran practicar su culto. Su pedido fue aceptado por el rey Carlos I de Inglaterra en 1632. Sin embargo, Calvert moriría en abril del mismo año. Carlos I cedió entonces al hijo de Calvert, Cæcilius, Maryland ("Tierras de María"), en homenaje a la reina Enriqueta María de Francia, esposa de Carlos I. Cæcilius también era católico, y envió los primeros colonos, que desembarcaron en 1634 en el promontorio que está directamente al norte del río Potomac.
Cæcilius estaba obligado a obedecer las costumbres de la Iglesia Anglicana. Nombró a su hermano Leonard gobernador de la colonia, y al mismo tiempo animó a los colonos a solicitar leyes y a ayudar a este en la administración. En 1649, la Asamblea Colonial aprobó una ley garantizando el libre ejercicio de los cultos que aceptasen el dogma de la Trinidad. Esta atrajo a numerosos católicos de otras colonias norteamericanas, en especial de Virginia, pero constituyó una barrera para los miembros de otras religiones, como los judíos.
William Claiborne fue un protestante con un asentamiento comercial que se negó a reconocer la autoridad de los Calvert. En 1654, lideró un grupo de protestantes que los forzó a salir del gobierno. Controló el estado hasta 1658, cuando la Corona británica le obligó a devolver el gobierno a los Calvert. Cæcilius presionó la Asamblea Colonial para mantener la ley que permitía la libertad religiosa, y esta admitió su petición. Sin embargo, grupos protestantes no aceptaban un líder católico. En 1689, nuevamente los Calvert perdieron la posesión de la región, esta vez, por un grupo protestante llamado The Protestant Association, que exigió al gobierno británico un nuevo gobernador, protestante, que fue enviado en 1691. Desde la primera revolución liderada por Claiborne, prácticamente todas las iglesias católicas en la provincia fueron quemadas por los protestantes.
Los Calvert recuperaron la posesión de la región en 1715. La región pasó a ser gobernada por Benedict Leonard Calvert, un protestante. Los católicos de la provincia perderían el derecho a voto en 1718. Los Calvert continuarían gobernando hasta el inicio de la Guerra de Independencia. La población de la colonia inglesa pasó a crecer drásticamente después de la década de 1750, con la prosperidad de la industria del tabaco.

### 1775 - 1900

Pintura de la Batalla de Antietam, guerra civil estadounidense.

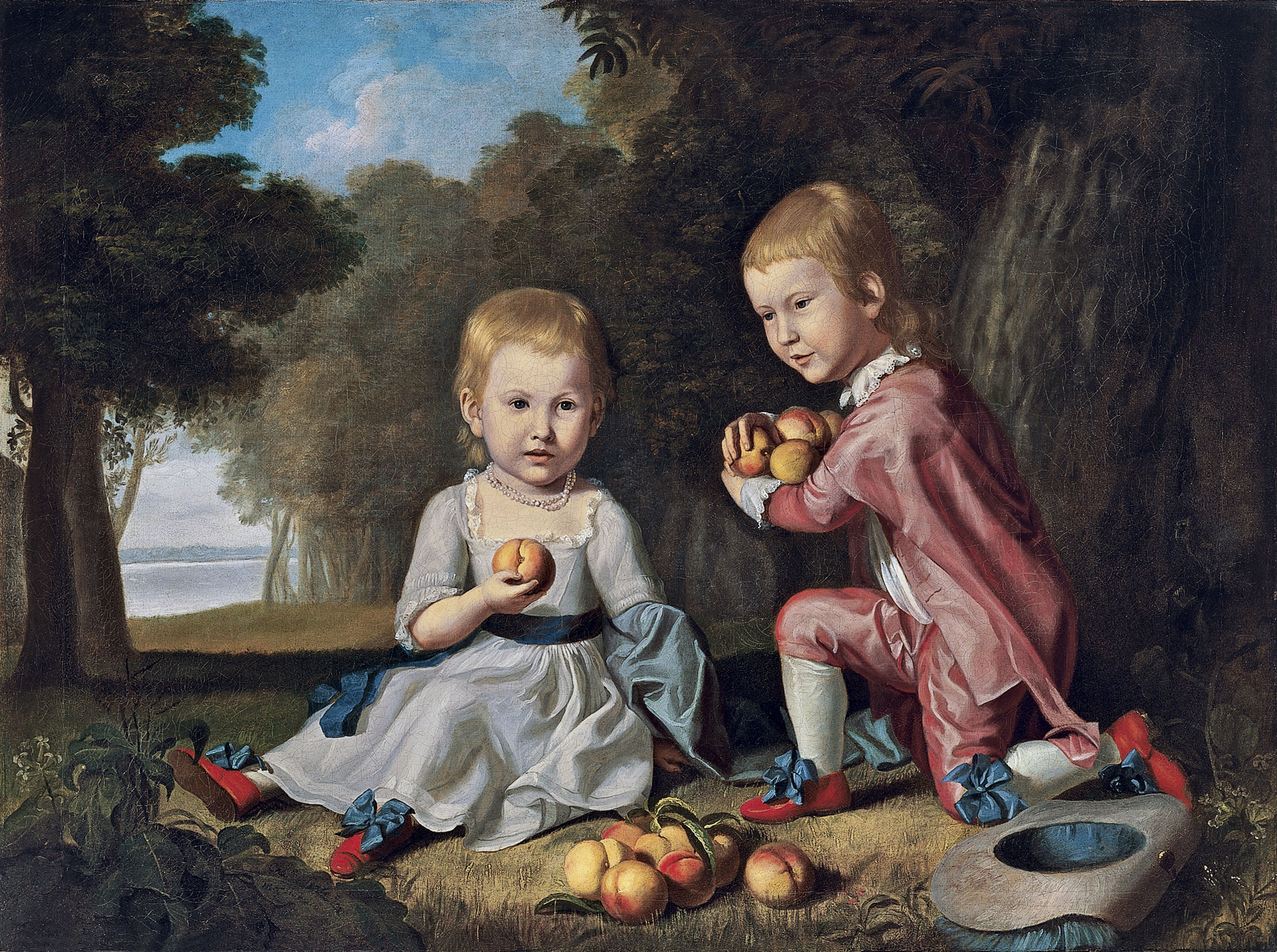
Retrato de Isabella y John Stewart, Charles Willson Peale (c. 1773-1774) Siguiendo la tradición de la pintura galante, el autor los situó en medio del paisaje de la plantación de la costa este. Colección Carmen Thyssen-Bornemisza.

Maryland participó activamente en la Guerra de Independencia. Sus representantes participaron en todos los Congresos Continentales. En el primero de ellos, realizado en Filadelfia, defendieron activamente un cese de cualquier relación comercial con los británicos. Sus tropas lucharon activamente durante la guerra de independencia, en especial Baltimore, como centro industrial y fabricante de armas y abastecimiento. Aunque pocas batallas se desarrollaron en el estado, la bravura de sus tropas hizo que George Washington las elogiara constantemente.
Ratificó la Constitución estadounidense el 28 de abril de 1788, convirtiéndose así en el octavo estado en formar parte de la Unión.
En 1789 el misionero jesuita nacido en Maryland Mons. John Carroll fue nombrado como primer obispo Iglesia católica en los Estados Unidos.
En 1791, un pedazo rectangular de tierra al sudeste del estado fue cedida al gobierno para la construcción de la nueva y actual capital de Estados Unidos, Washington D. C.
Fue atacada dos veces por tropas británicas durante a Guerra de 1812. En la primera, los británicos, en 1813, derrotaron una fuerza estadounidense en el norte del estado, para posteriormente proseguir en dirección a Washington D. C., donde las tropas británicas quemaron diversas estructuras gubernamentales estadounidenses. Estas mismas tropas británicas proseguirían en dirección a Baltimore. Ésta fue cercada por tierra y mar por fuerzas terrestres y navales británicas. Pero los estadounidenses defendieron con éxito la ciudad. Francis Scott Key, un abogado y poeta aficionado que fue testigo de la defensa de la ciudad, se inspiró en las imágenes de la batalla para escribir el actual himno de los Estados Unidos, The Star-Spangled Banner.
Baltimore se convirtió en uno de los mayores centros industriales del país durante las primeras décadas del siglo XIX. La ciudad se convirtió en el mayor fabricante de navíos durante a década de 1840 en Estados Unidos, y también un gran fabricante de trenes a vapor. Fue aquí donde se construyó la primera locomotora a vapor estadounidense. Sin embargo, la economía del estado aún dependía en parte de la agricultura. Maryland permitía la práctica de la esclavitud. En 1861 se inició la guerra civil estadounidense. La población del estado estaba dividida. Muchos querían la secesión del estado de la Unión y la incorporación a los recién formados Estados Confederados de América —de corte esclavista. Otros, por su parte, querían que el estado permaneciera en la Unión — los estados del norte industrializado de Estados Unidos, o Estados Unidos propiamente dicho — que eran contrarios a la esclavitud.
La Unión no esperó a que Maryland decidiera si se unía a la Confederación. Esto, porque Virginia fue uno de los que sí lo hizo. Si Maryland hubiera hecho lo mismo, la capital, Washington D. C., localizada entre ambos estados, habría quedado completamente rodeada por la Confederación. Por eso, la Unión lo invadió inmediatamente después del inicio de la guerra, y por eso participó en la contienda como un estado del Norte. Sin embargo, muchos de sus hombres huyeron y se unieron a las tropas de la Confederación. Fue también escenario de numerosas batallas, de las cuales se destaca la de Antietam, donde murieron en un día más de 22 000 soldados (12 000 nordistas y el resto sudistas). En 1864 aprobó una nueva Constitución que abolía la esclavitud e imponía penas severas para quienes apoyaron a la Confederación.

### De 1900 hasta la actualidad
Maryland prosperó económicamente durante las primeras décadas del siglo XX, especialmente los años de la Primera Guerra Mundial. Baltimore, entonces la mayor fabricante de buques militares de Estados Unidos, se convirtió en un gran centro portuario con la construcción de diversas fábricas en la ciudad, así como de una base militar.
En 1919, el Congreso estadounidense aprobó una ley que prohibía la producción, venta, compraventa y transporte de bebidas alcohólicas, conocida popularmente como "Ley Seca". La mayoría de la población del estado estaba en contra de esta medida, y varios líderes políticos se destacaron como críticos y oponentes de esta ley, considerando como una violación de sus derechos estatales. Como consecuencia, el estado pasó a ser conocido como The Free State ("El Estado Libre"), apodo que se utiliza todavía en la actualidad, como un homenaje a las tradiciones de libertad política y religiosa del estado.
La Gran Depresión afectó seriamente su economía. Muchas empresas y fábricas quebraron o cerraron, y el desempleo aumentó. Baltimore, una ciudad principalmente industrial, fue muy afectada por la Depresión. En 1933, más del 40% de la población de la ciudad estaba desempleada. Para minimizar los efectos de la Depresión el estado creó programas de ayuda social y construyó numerosos refugios para abrigar a los "sin techo" del estado, sin hogar porque no tenían como hacer frente a los costes del alquiler.
La economía del estado se recuperó con el inicio de la Segunda Guerra Mundial. Los años de la Segunda Guerra Mundial fueron años de gran desarrollo industrial en el estado, y el éxodo rural, es decir, la migración de la población rural hacia las ciudades, aumentó drásticamente. A finales de la guerra, se convirtió en un estado fundamentalmente urbano e industrial. La industrialización y urbanización del estado continuaron en las décadas posteriores al fin de la guerra. El estado también empezó a recibir gran número de afroamericanos procedentes de los estados de la Región Sur, que se instalaron fundamentalmente en Baltimore. Como consecuencia, muchas familias blancas se trasladaron de Baltimore hacia suburbios próximos.
Hasta 1954, sus escuelas eran segregacionistas, con escuelas para blancos y otras, generalmente de menor calidad, para afroamericanos. Sin embargo, este año, el Tribunal Supremo de los Estados Unidos juzgó que tal segregación era inconstitucional. Baltimore unió su sistema escolar inmediatamente, pero en otras ciudades, menos pobladas y de población mayoritariamente blanca, la desegregación tardó mucho más tiempo, hasta tres décadas en algunas pequeñas ciudades del interior.
A partir de la década de 1960 muchas de las industrias de manufactura se trasladaron a otros estados que disponían de mano de obra más barata. La industria naval y ferroviaria del estado, anteriormente la mayor fuente de renta de Maryland, prácticamente desapareció, después del cierre de numerosas fábricas y el cambio de varias otras para estados del Sur. Actualmente, la industria de manufactura poco contribuye a la economía del estado, dominada actualmente por el comercio y servicios.
En 1985, el gobierno local comenzó un programa de limpieza de las aguas de la bahía de Chesapeake, en aquel momento altamente contaminadas. Este programa tiene el apoyo de los estados de Virginia, Pensilvania y Delaware, así como del Distrito de Columbia. Se prevé que este programa esté finalizado en torno al 2010.

## Geografía física

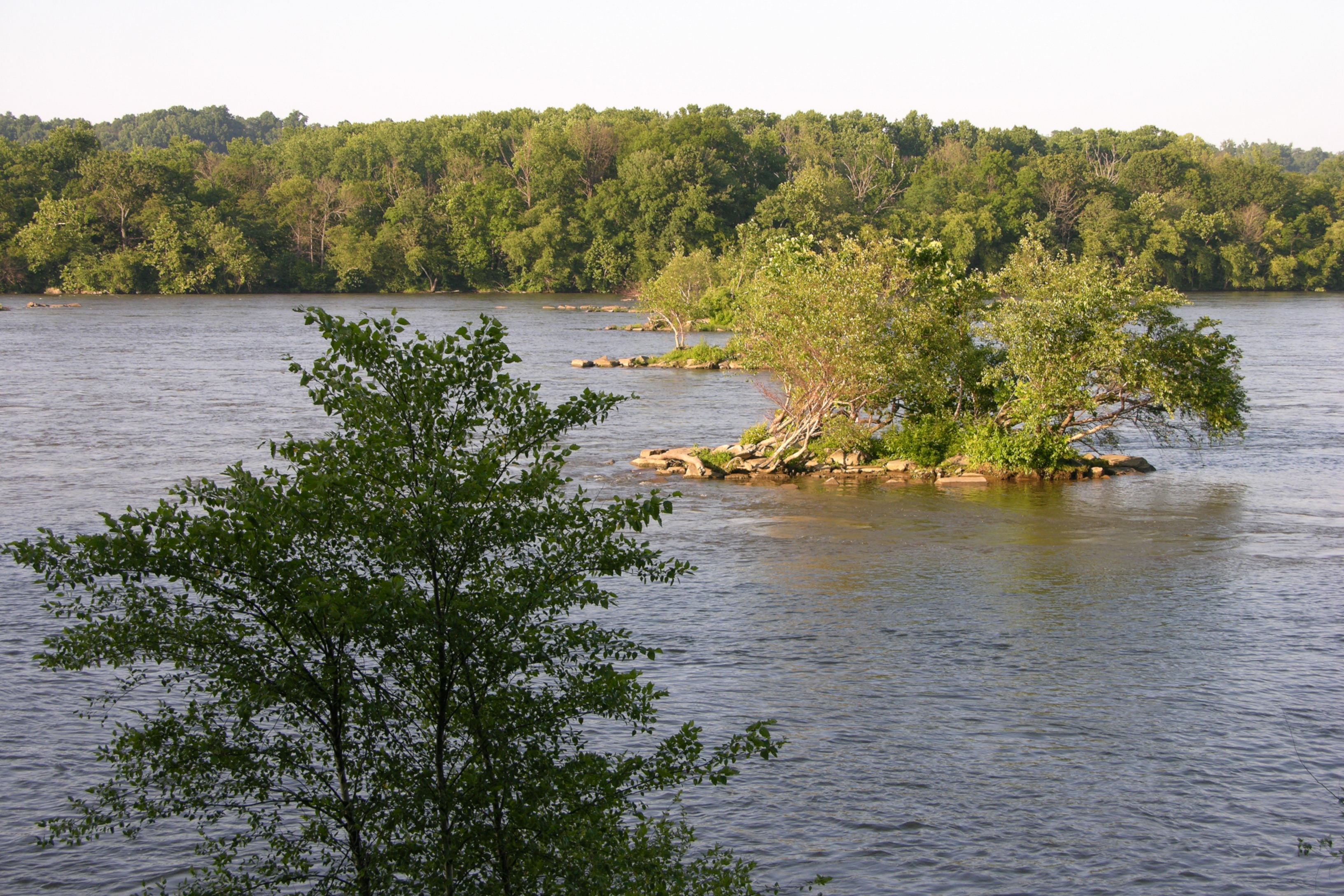
Vista del río Susquehanna

Limita al norte con Pensilvania, al oeste con Virginia Occidental, al este con Delaware y el Océano Atlántico y al sur, separados por el río Potomac, con Virginia. Próximo al centro del estado, en las márgenes del río Potomac, se encuentra la capital de Estados Unidos, Washington D. C.. La bahía de Chesapeake casi divide el estado en dos. Si contamos el río Susquehanna, que desemboca en la bahía, el estado efectivamente está dividido en dos.
La extensión de su litoral con el océano Atlántico es de 50 kilómetros. Contándose todas las regiones bañadas por el mar —bahías, estuarios e islas oceánicas— esta extensión sube hasta 5.134 kilómetros, gracias a la bahía de Chesapeake. La mayor parte de los ríos del estado desembocan en esa bahía. No existen lagos naturales, aunque existen lagos artificiales, creados por presas con el fin de generar electricidad. El mayor de esos lagos artificiales posee 1600 hectáreas. Cerca de 40% del estado está cubierto por bosques.
Está dividido en cinco regiones geográficas distintas:
- Los Altiplanos de los Apalaches, que se extienden desde Georgia hasta Nueva York, ocupan el extremo occidental del estado. Se caracteriza por su terreno accidentado y montañoso. El punto más alto, el Hoye Crest (en la Backbone Mountain), con sus 1.024 metros de altitud, se localiza en esta región.
- El Valle de los Apalaches, que se extiende desde Alabama hasta Nueva Jersey, pasa por Maryland, y está localizado inmediatamente al este de los Altiplanos de los Apalaches. La sección del Valle de los Apalaches en Maryland se caracteriza por su longitud. Esta sección separa a Pensilvania de Virginia Occidental, y posee solo algunos kilómetros de anchura —solo 2,9 en la parte más estrecha. Caracterizado por su terreno montañoso, accidentado, y por sus bosques, que ocupan más del 70% de la región.
- La Blue Ridge, que se extiende desde Georgia hasta Pensilvania, pasa por el estado, está localizada inmediatamente al este del Valle de los Apalaches. La Blue Ridge posee solo algunos kilómetros de longitud en su paso por Maryland. Caracterizada por sus altas montañas (la región posee una media de 600 metros de altitud) y por la niebla azul que por veces cubre la región.
- El Piemonte, que se extiende desde Alabama hasta Nueva Jersey, forma una franja de 80 kilómetros de longitud, que se extiende hasta las proximidades de la bahía de Chesapeake. Se caracteriza por su suelo extremadamente fértil, y es donde se desarrolla la mayor parte de la agricultura del estado.
- Las Llanuras del Atlántico, que ocupan aproximadamente el 45% del estado, se localizan en el este y en el extremo sur, caracterizado por su baja altitud y por sus pantanos, localizados principalmente al este de la bahía.

La mayor parte de su población vive en la región céntrica del estado, en las ciudades y barrios residenciales que rodean Washington D. C. y la ciudad más populosa, Baltimore. Ambas son muchas veces consideradas parte de una única metrópoli. Otros centros demográficos importantes incluyen los núcleos suburbanos de Columbia en el condado de Howard, Silver Spring, Rockville y Gaithersburg en el condado de Montgomery, Frederick en el condado de Frederick y Hagerstown en el condado de Washington. Las partes este, sur y oeste del estado tienden a ser más rurales, aunque con algunos puntos con ciudades de importancia regional como Salisbury y Ocean City en Eastern Shore, Lexington Park en el sur, y Cumberland en el occidente.

### Mapas

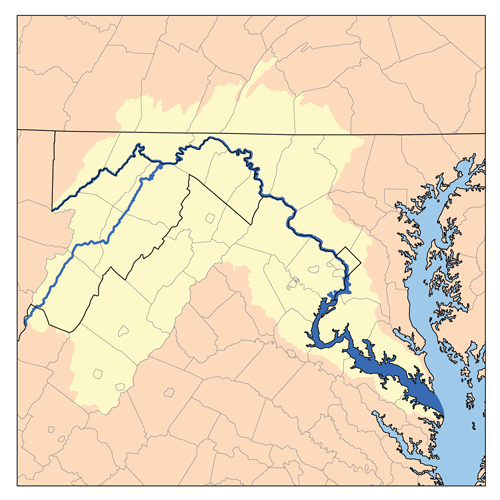
El río Potomac marca su límite suroeste, con Virginia Occidental y Virginia
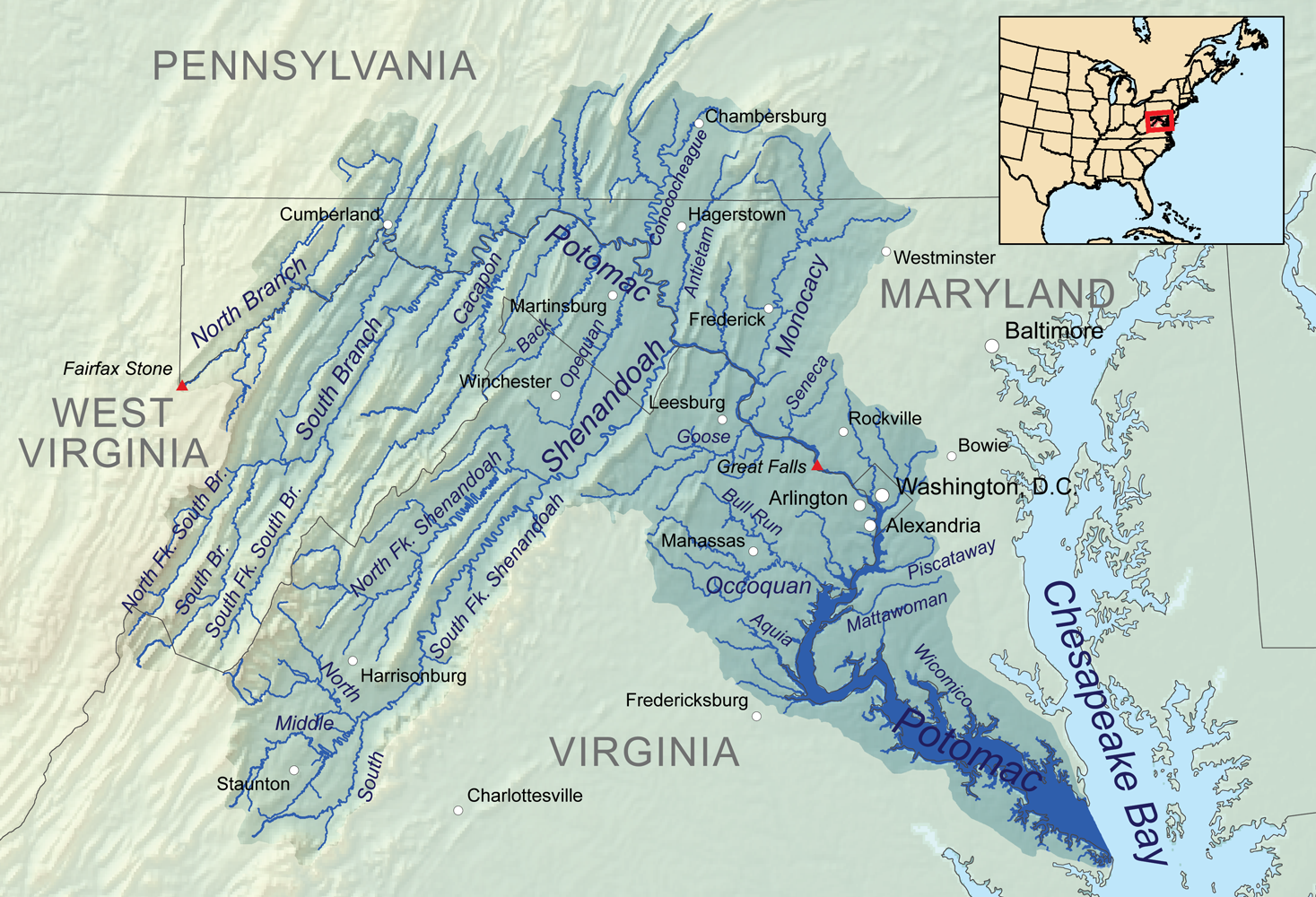
Otro mapa del río Potomac
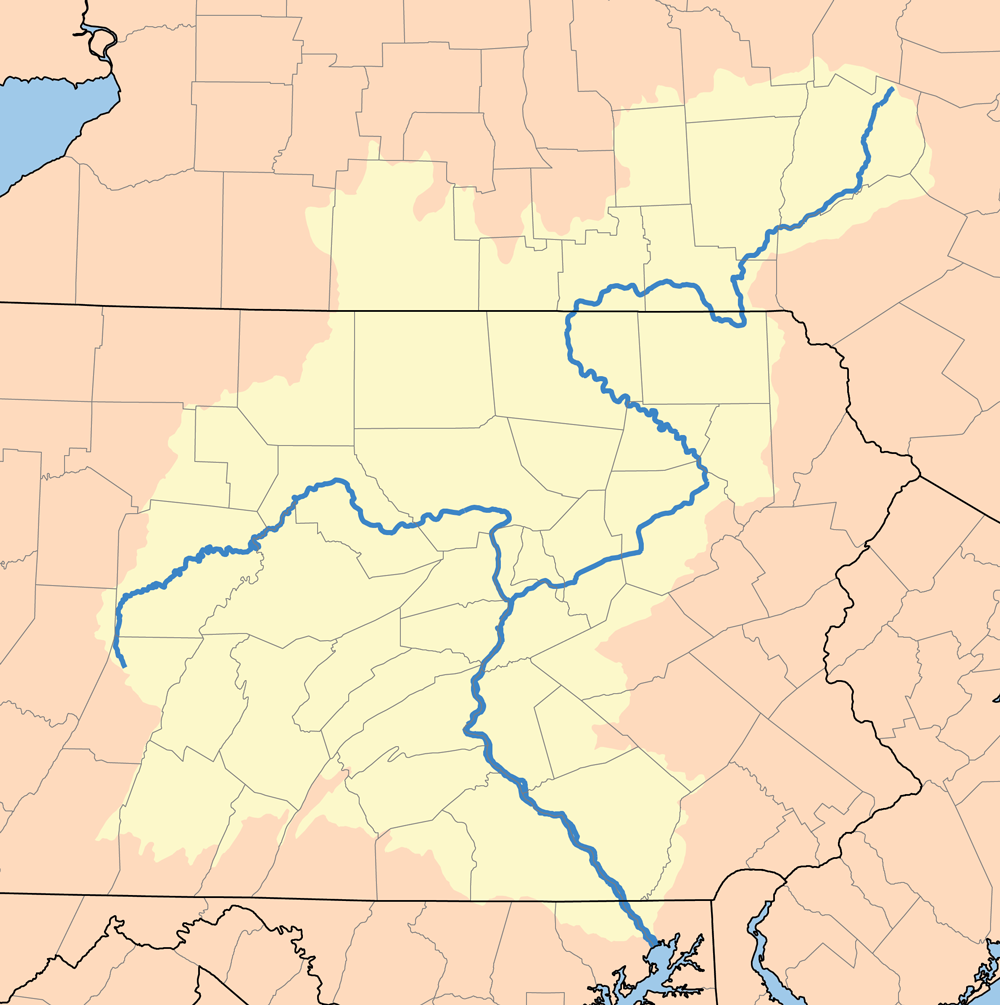
El río Susquehanna fluye durante su último tramo en Maryland hasta desaguar en la bahía de Chesapeake
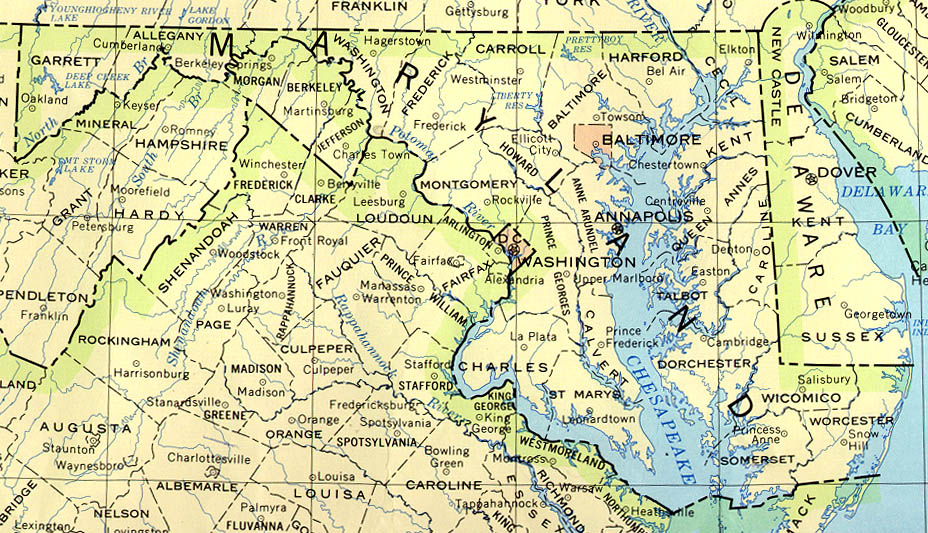
Mapa de Maryland y de sus 23 condados

### Clima

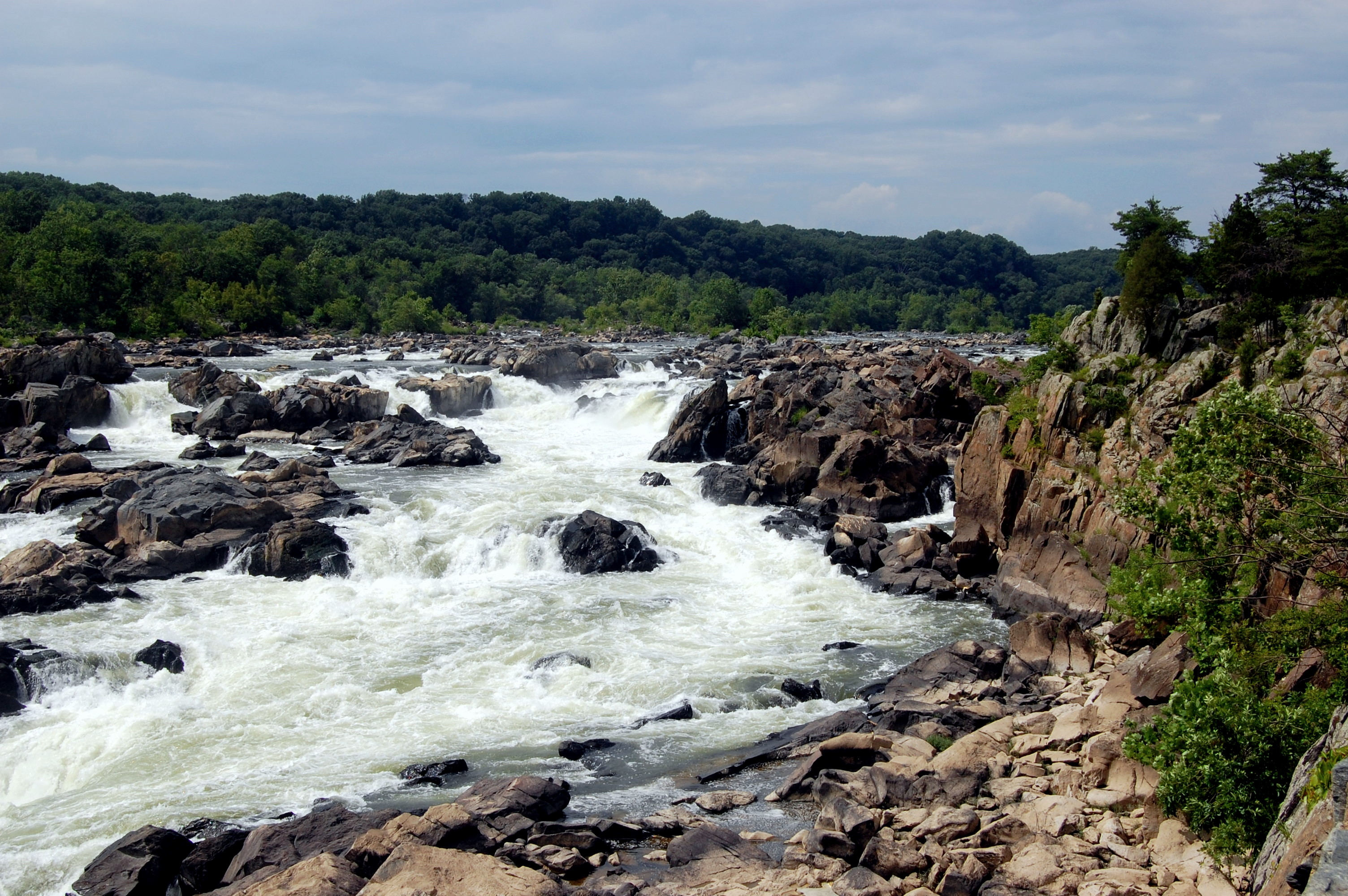
La Gran Catarata, río Potomac

Posee un clima templado. Para un estado relativamente pequeño como este, la temperatura y la precipitación media anual varían mucho de una región a otra. Gracias a su proximidad con el Océano Atlántico, posee inviernos relativamente agradables y veranos cálidos. La temperatura media en invierno es de 1 °C en Baltimore y de -3 °C en el extremo noroeste del estado, con mínimas entre -16 °C y 10 °C, y máximas entre -12 °C y 17 °C. En verano, la temperatura media es de 27 °C en Baltimore y de 22 °C en el extremo noroeste, con mínimas de hasta 13 °C, y máximas de hasta 38 °C.
La temperatura más baja registrada fue en Oakland, donde se registró una mínima de -40 °C el 13 de enero de 1912. La temperatura más alta registrada en el estado fue en el condado de Allegany, el 3 de julio de 1898, y en Cumberland el 10 de julio de 1936, donde fueron registradas máximas de 43 °C.
Recibe unos 109 centímetros de precipitación media anual de lluvia, y cerca de 198 centímetros de precipitación media anual de nieve.

## Administración y política

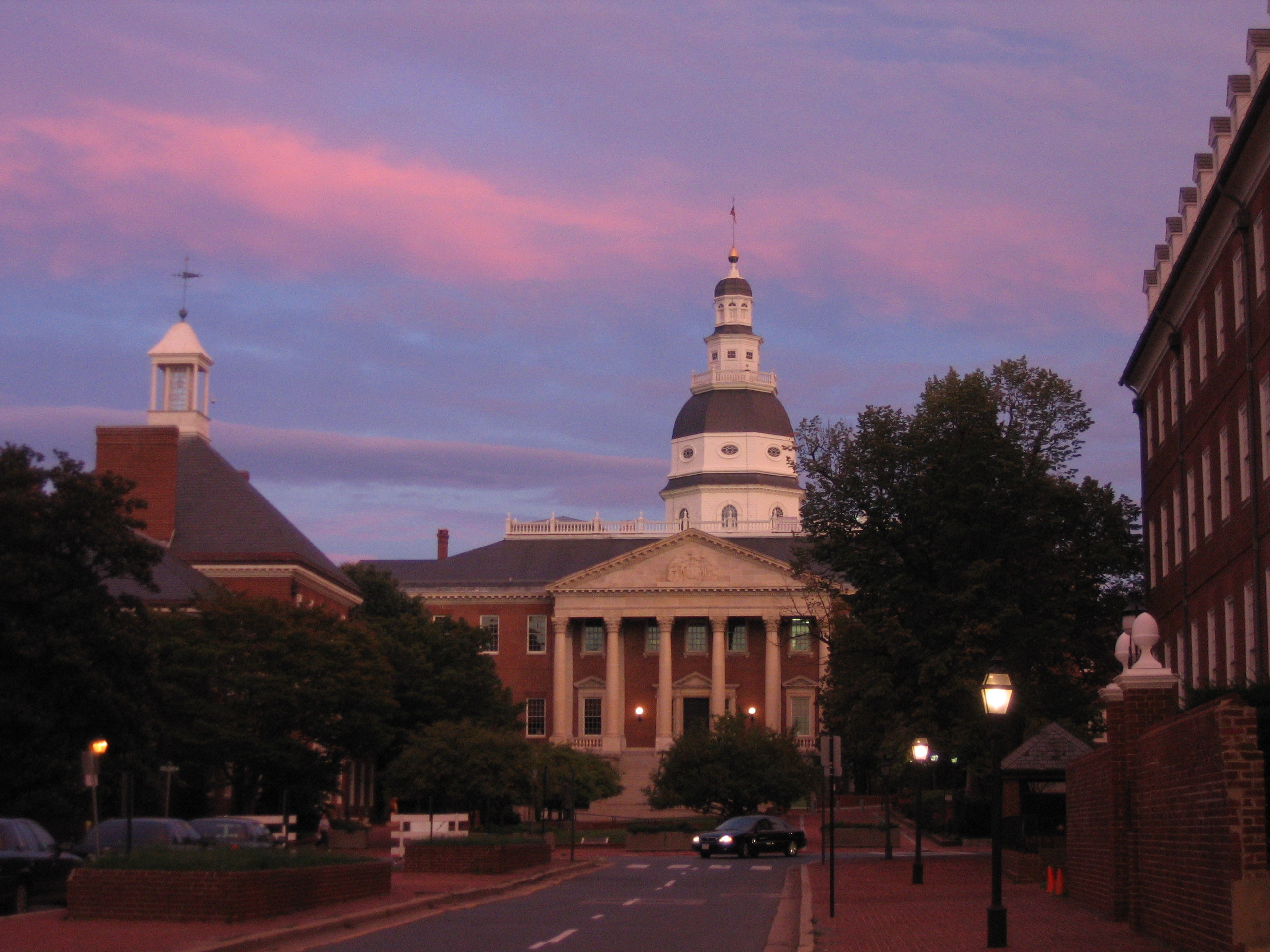
Capitolio de Maryland, en Annapolis.

La actual Constitución fue adoptada en 1867. Otras Constituciones más antiguas fueron adoptadas en 1776, 1856 y 1864. Enmiendas a la Constitución pueden ser propuestas por el Poder Legislativo, y para ser aprobadas necesitan de al menos el 60% de los votos de ambas cámaras del Legislativo y que posteriormente sean aprobadas en una votación por al menos el 51% de la población electoral del estado, en un referéndum.
El principal oficial del Poder Ejecutivo es el gobernador. Es elegido por la población del estado para mandatos de hasta cuatro años de duración, y no hay límite en el número de reelecciones. Otros tres oficiales también son elegidos por la población para mandados de cuatro años de duración. El gobernador escoge un Secretario de Estado y la mayoría de los oficiales de los diferentes consejos del estado. Las cámaras del Poder Legislativo escogen un Tesorero para un mandato de cuatro años de duración.
El Poder Legislativo, oficialmente llamado Asamblea General, está constituido por el Senado y por la Cámara de Delegados. El Senado posee un total de 47 miembros, mientras que la Cámara de los Delegados posee un total de 141 miembros. Maryland está dividido en 47 distritos electorales. Los electores de cada distrito eligen un senador y tres delegados, que representan cada distrito en el Senado o en la Cámara de Delegados. Tanto los senadores como los delegados sirven en mandatos de hasta cuatro años de duración.
La Corte más alta del Poder Judicial es la Court of Appeal of Maryland, seguida por la Court of Special Appeals of Maryland y otras 24 cortes menores, de carácter regional. Todos los jueces son escogidos por el gobernador, para mandatos de hasta un año de duración, cuando son aprobados definitivamente por el Legislativo tras una votación, para mandatos de hasta diez años de duración (15 años, en el caso de las 24 cortes menores).
Más de la mitad del presupuesto del gobierno local está generado por impuestos estatales. El resto proviene de presupuestos recibidos del gobierno federal y de préstamos. En 2002, el gobierno del estado gastó 23.317 millones de dólares, habiendo generado 20.788 millones de dólares. La deuda pública es de 12.309 millones de dólares. La deuda per cápita es de 2.258 dólares, el valor de los impuestos estatales per cápita es de 1.985 dólares, y el valor de los gastos gubernamentales per cápita es de 4.278 dólares.
Es un estado dominado políticamente por el Partido Demócrata, con los Republicanos poseyendo mayor fuerza política en sólo algunos condados rurales. El núcleo del electorado demócrata está en Baltimore. En toda la historia, solo cinco republicanos fueron nombrados como gobernadores del estado. Actualmente, los dos senadores del estado en el Senado de los Estados Unidos y seis de sus ocho representantes en la Cámara de Representantes son demócratas, con ambas cámaras del Legislativo del Estado dominadas por los demócratas. En las elecciones presidenciales estadounidenses, desde la década de 1920, sin embargo, el electorado ha apoyado un número similar de candidatos republicanos y demócratas, con los últimos dominando las últimas cuatro elecciones presidenciales (con el demócrata John Kerry obteniendo el 55,9% de los votos).

### Condados
El estado tiene 23 condados y una ciudad independiente (Baltimore).

## Demografía
El censo del año 2000 de la Oficina del Censo de los Estados Unidos, estableció la población en 5 296 486 habitantes, un crecimiento del 11% en relación con la población del estado en 1990, de 4 781 468 habitantes. En el censo de 2010, se estableció una población para el estado de 5 773 552 habitantes, un 9% más que la correspondiente al censo del año 2000 y un 20,75% más que en 1990.
El crecimiento natural de la población entre 2000 y 2005 fue de 165 707 habitantes (395 775 nacimientos menos 230 068 defunciones) el crecimiento de la población causado por la inmigración fue de 108 972 habitantes, mientras que la migración interestatal se incrementó en 9752 habitantes. Entre 2000 y 2005, la población creció en 303 882 habitantes, y entre 2005 y 2006, en 15 339 habitantes. En 2005, cerca de 583 900 habitantes nacieran fuera del país (10,6% de la población del estado), de los cuales se estima que 56 000 (1% de la población) sean extranjeros ilegales.
Cerca del 93% de la población del estado vive en una de las cinco regiones metropolitanas: Baltimore, Cumberland y Hagerstown, localizadas en el estado, y en áreas urbanas pertenecientes a las regiones metropolitanas de Washington D. C. (Distrito de Columbia) y de Wilmington (Delaware). Históricamente, estas ciudades y muchas otras se desarrollaron a lo largo de la fall line, el punto en el cual los ríos ya no son navegables desde el nivel del mar debido a la presencia de rápidos o cascadas. La capital, Annapolis, es una excepción a esta regla, ya que está situada a lo largo del río Severn cerca de su desembocadura en la bahía de Chesapeake. En total, más del 95% de la población del estado vive en ciudades.

### Razas
Composición racial de la población:
- El 58,3% son blancos (europeos o descendientes de europeos).
- El 28,9% son afroamericanos.
- El 6,0% son latinos o hispanos.
- El 4,9% son asiáticos.
- El resto lo conforman personas de otras razas.

Los seis mayores grupos por su ascendencia son: afroamericanos, alemanes (15,7%) irlandeses (11,7%), ingleses (9%), italianos (6,8%) y polacos (6,2%). Los afroamericanos están concentrados principalmente en Baltimore y en los suburbios de Washington. La mayor parte del litoral oriental y del sur está poblada por estadounidenses de ascendencia inglesa. La población occidental y septentrional del estado son principalmente de ascendencia alemana y la población del norte del estado es predominantemente italiana. Aunque la proporción actual de afroamericanos no sea tan alta como lo fue durante el siglo XIX, aún posee la mayor población afroamericana fuera del extremo sur de los Estados Unidos.
La población de origen latino/hispano es la de más rápido crecimiento, debido a la alta tasa de fecundidad de las mujeres latinas residentes en los Estados Unidos, y también debido a la inmigración legal e ilegal proveniente de América Latina y el Caribe.

### Religión

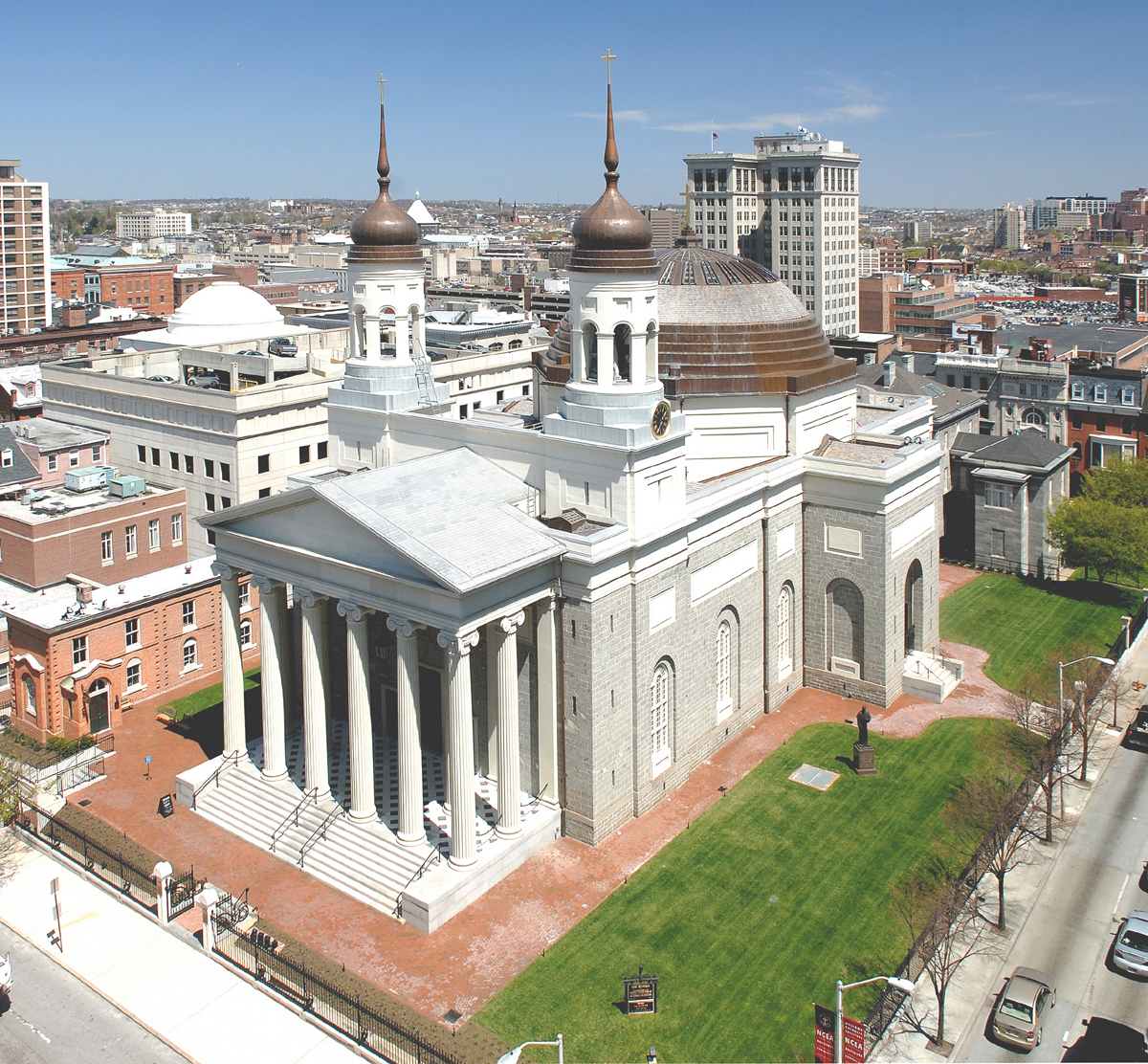
La Basílica de Baltimore fue la primera catedral de la Iglesia católica construida en los Estados Unidos.

Población por afiliación religiosa 2019 :
- Iglesia católica – 15% - 936,004
- Protestantismo  – 53% - 3,307,214
- Cristianos ortodoxos  – 1%-62,400
- Otras religiones – 8% - 499,202
- Sin religión – 23% - 1,435,206

Fue fundada con el propósito de ofertar tolerancia religiosa a la población británica católica. Aun así, posteriormente la Corona británica decidiría revertir esta política. A pesar de ser el principal motivo de la fundación del estado, la población católica nunca conformó la mayoría de la población desde que comenzó a ser explorado y colonizado por los europeos.
En el área urbana de Silver Spring se encuentra la sede mundial de la Iglesia Adventista del Séptimo Día, una denominación cristiana que posee en los Estados Unidos una feligresía del 0,3% de la población.

### Educación

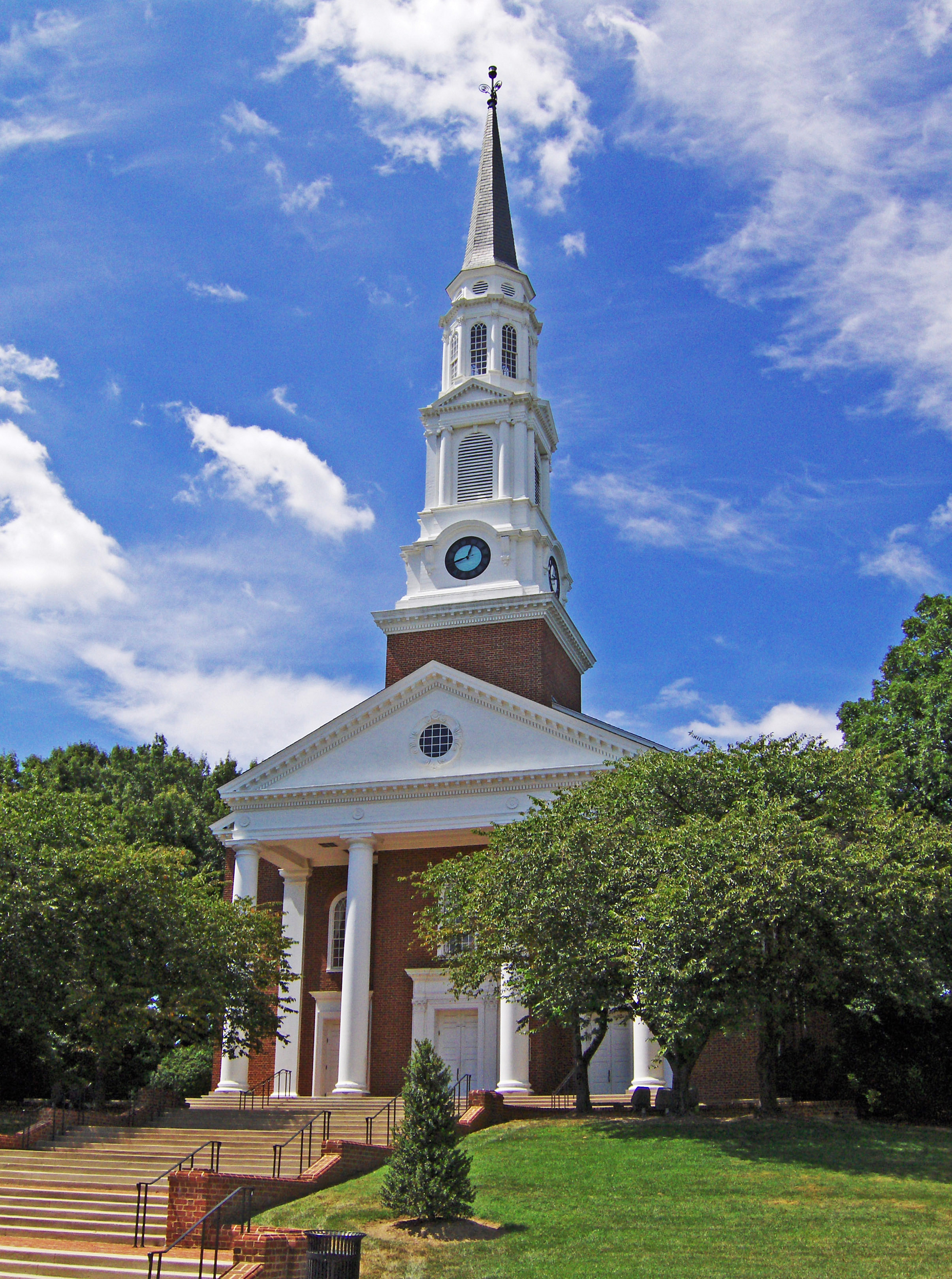
Capilla memorial de la Universidad de Maryland.

Durante los años en los que era una colonia del Reino Unido, solo los hijos de familias ricas recibían educación de la entonces provincia colonial de Maryland, de la Iglesia Católica o de profesores privados, puesto que ambas opciones estaban disponibles solamente a los que tenían condiciones de correr con los costes del salario de estos tutores religiosos o profesores privados.
Fue en 1694 cuando la primera escuela pública fue fundada en el estado. Esta escuela se convirtió en una facultad en 1784. En 1824, el gobierno local aprobó una ley que obligaba a cualesquier área urbana con más de 250 habitantes a tener al menos una escuela. El estado comenzó a aportar fondos a las ciudades para que estas pudieran soportar los costes de creación y mantenimiento de sistemas de escuelas públicas. En 1870, el estado instituyó el Consejo Estatal de Educación, que dicta reglas e instrucciones que los sistemas de educación pública necesitan seguir.
Actualmente, todas las instituciones educacionales necesitan seguir las normas dictadas por el Consejo Estatal de Educación. Este consejo controla directamente el sistema de escuelas públicas del estado, que está dividido en diferentes distritos escolares. Todos los distritos escolares son administrados directamente por los condados o ciudades donde operan. La responsabilidad de ofrecer educación en regiones menos densamente habitadas es de los condados. Permite la operación de las denominadas "escuelas chárter" —escuelas públicas independientes, que no son administradas por distritos escolares, pero que dependen de presupuestos públicos para su funcionamiento. La atención escolar es obligatoria para todos los niños y adolescentes con más de seis años de edad, hasta la conclusión de la enseñanza secundaria o hasta los dieciséis años de edad.
Según el Centro Nacional de Estadísticas de Educación del Departamento de Educación de los Estados Unidos, en 2005-2006 las escuelas de educación primaria y secundaria del estado atendieron 860.020 estudiantes, empleando 56.685 profesores (un ratio de 15,2 estudiantes por profesor), en un total de 1.430 escuelas. El sistema de escuelas públicas del estado gastó 9.886 millones de dólares en 2004-2005, lo que supone un gasto de las escuelas públicas de aproximadamente 11.500 dólares por estudiante. En el año 2000, el 83,8% de los habitantes del estado con más de 25 años de edad poseían un diploma de enseñanza secundaria (High School) o superior.
La primera institución de educación superior, el Washington College, fue fundada en 1782. Actualmente posee 59 instituciones de educación superior, de las cuales 30 son públicas y 29 son privadas. El sistema de universidades públicas del estado es el Sistema de Universidades de Maryland, que administra un total de 14 campus, localizados en distintas ciudades. El campus de este sistema en College Park está considerado la mayor institución de educación superior del estado. En Annapolis se encuentra la Academia Naval de Estados Unidos, que no pertenece al Sistema de Universidades.
Las primeras bibliotecas fueron construidas en 1699, cuando un obispo católico mandó construir 30 bibliotecas religiosas en la provincia colonial, y una biblioteca céntrica en Annapolis. En 1885, Enoch Pratt comenzó la construcción de un sistema de bibliotecas en Baltimore. Él donó estas bibliotecas a la ciudad, con la condición de que estuvieran abiertas para el público en general. Este sistema fue inaugurado el año siguiente, siendo uno de los primeros sistemas de bibliotecas municipales públicas del país. Actualmente posee 16 sistemas de bibliotecas públicas principales y 162 secundarias.

## Economía

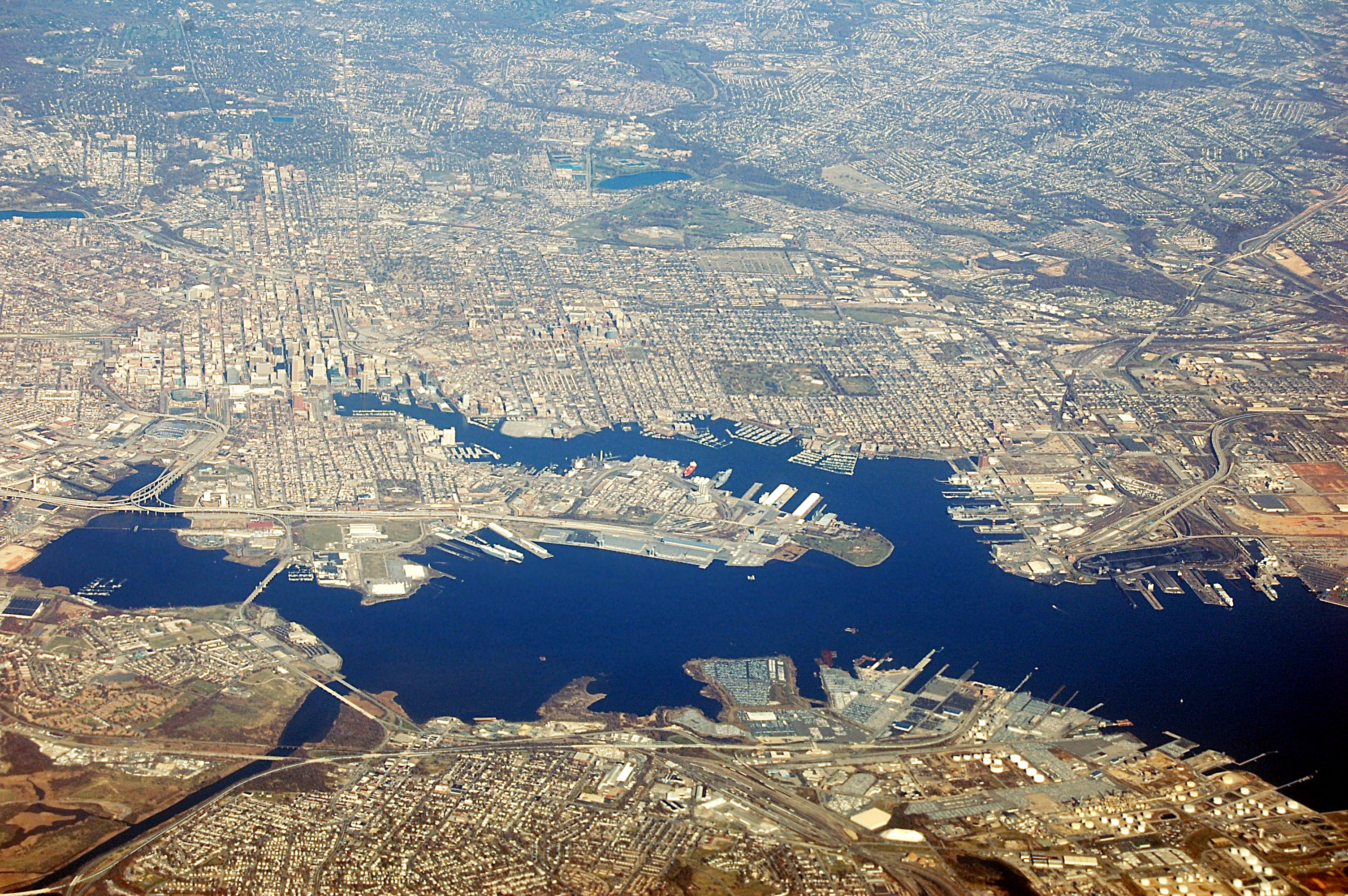
El puerto de Baltimore.

La economía está concentrada principalmente y en gran medida en el sector terciario. El producto interior bruto (PIB) del estado fue de 212 000 millones de dólares, en 2003. La renta per cápita del estado fue de 39.447 dólares, la cuarta mayor del país. La tasa de desempleo es del 2,9%, siendo la tercera más pequeña del país. El centro económico, financiero e industrial del estado es Baltimore.
El sector primario supone el 1% del PIB. La agricultura y la ganadería aportan juntas cerca del 0,9% del PIB del estado, y emplean cerca de 53.600 personas. Posee cerca de doce mil granjas, que cubren cerca de 30% del estado. Los principales productos cultivados o criados en el estado son maíz, soja, gallinas, huevos y leche. La silvicultura solo supone el 0,10% del PIB del estado y emplea aproximadamente a mil personas. La pesca apenas supone un 0,04% del PIB del estado y emplea aproximadamente a mil doscientas personas. El valor total de la pesca capturada es de 56 millones de dólares.
El sector secundario se corresponde con el 14% del PIB. La industria de manufactura supone el 8% del PIB del estado y emplea aproximadamente a 188 000 personas. El valor total de los productos manufacturados en el estado por año es de 20 000 millones de dólares. La industria de la construcción responde por el 6% del PIB del estado y emplea a cerca de 204 000 personas. La minería responde por el 1% del PIB del estado y emplea a aproximadamente 1200 personas.
El sector terciario supone el 85% del PIB. Los servicios aportan el 25% del PIB del estado, y emplean más de 1,2 millones de personas. Es un gran centro financiero. Los servicios financieros e inmobiliarios suponen el 21% del PIB del estado y emplean a cerca de 250 000 personas. Los servicios públicos suponen el 17% del PIB del estado y emplean a más de 516 000 personas. El comercio al por mayor y al por menor aportan el 15% del PIB del estado y emplean a más de 636 000 personas. Transportes, telecomunicaciones y utilidades públicas responden por el 7% del PIB del estado y emplean a cerca de 136 000 personas.
Cerca del 60% de la electricidad generada en el estado se produce en centrales termoeléctricas a carbón, el 25% en centrales nucleares, y la mayor parte del resto es generada en centrales hidroeléctricas o centrales termoeléctricas a petróleo o gas natural.

## Infraestructura

### Transporte

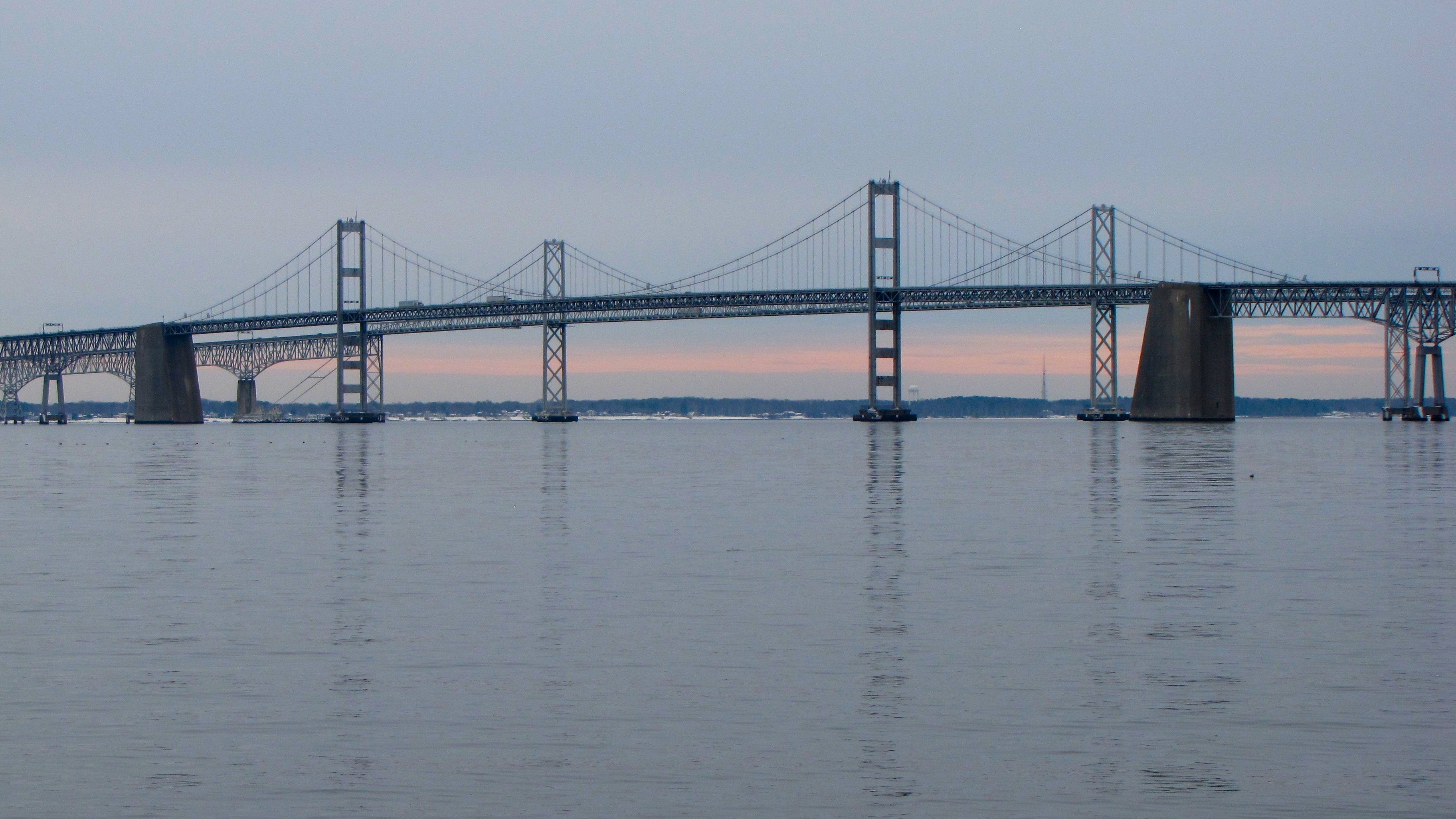
El puente de la bahía de Chesapeake mide casi 7 km

La bahía de Chesapeake fue desde los principios de la colonización europea de la región un obstáculo natural al transporte en la provincia colonial de Maryland. En el inicio del siglo XIX, fueron iniciados los primeros servicios de Transbordadores, barcos a vapor que viajaban de un margen a otro de la bahía, transportando carga y pasajeros. En 1829, el Canal Chesapeake-Delaware fue inaugurado, conectando el río Delaware con la bahía de Chesapeake.
El principal aeropuerto es el de Baltimore. En 1828, fue inaugurada la Baltimore and Ohio Railroad, el primer sistema ferroviario del mundo en transportar carga y pasajeros en un único tren. En 2002, poseía 1.223 kilómetros de vías férreas. En 2003, el estado poseía 49.388 kilómetros de vías públicas, de los cuales 774 kilómetros eran carreteras interestatales, considerados parte del sistema federal viario de Estados Unidos.

### Medios de comunicación
El primer periódico fue el The Maryland Gazette, publicado por primera vez en Annapolis en 1727, editándose hasta 1734. Fue uno de los primeros periódicos publicados en las Trece Colonias. Actualmente, se publican en el estado cerca de 125 periódicos, de los cuales 15 son diarios. Más de 450 periódicos son impresos en el estado.
La primera línea de telégrafo del mundo fue inaugurada en el estado en 1844, entre Baltimore y Washington D. C. La primera estación de radio fue fundada en 1922, y la primera estación de televisión fue fundada en 1947, ambas en Baltimore. Actualmente el estado posee 15 canales de televisión y cerca de 100 emisoras de radio.

## Deporte
Anteriormente, los Baltimore Colts disputaron en la National Football League desde 1953 hasta 1983. Los Baltimore Ravens compiten en el certamen desde 1996. Asimismo, los Washington Commanders juegan en Maryland, cerca de la frontera con Washington.
Otros equipos deportivos profesionales son los Baltimore Orioles de las Grandes Ligas de Béisbol y los Washington Capitals de la National Hockey League. Además, los Washington Wizards también jugaron anteriormente en Maryland.
En cuanto a deporte universitario, cuenta con dos programas destacados. Los Maryland Terrapins han logrado en 11 títulos de conferencia y 11 bowls en fútbol americano, entre ellos un Sugar Bowl y un Peach Bowl, así como cuatro campeonatos de conferencia y un campeonato nacional de baloncesto masculino. Por su parte, los Navy Midshipmen han ganado un Sugar Bowl y un Cotton Bowl de fútbol americano.
El Preakness Stakes, una de las tres carreras de caballos de la Triple Corona, se realiza en el hipódromo de Pimlico desde 1873.
En los campos de golf de Congressional y Aronimink se han disputado el Abierto de los Estados Unidos, Campeonato de la PGA, Abierto de los Estados Unidos de Veteranos, Campeonato de la PGA de Veteranos, Abierto Kemper y actualmente el Quicken Loans National.

## Leyendas
Elly Kedward (1729 - febrero de 1785) fue una inmigrante irlandesa que fue desterrada de la ciudad de Blair después de que varios niños de la localidad la acusaran, después de haberles invitado a su casa, a sacarles sangre. Los padres de los niños la expulsaron del pueblo por practicar la brujería. Los aldeanos la ataron en un carro y la empujaron a los bosques en pleno invierno. Los habitantes de Blair pensaron que había muerto de frío y volvieron a sus vidas. En noviembre de 1786 la mitad de los niños del pueblo, incluidos los que delataron a Elly, desaparecieron sin dejar rastro. Ante el temor de una maldición, los habitantes de Blair abandonaron el lugar y juraron no volver a pronunciar más el nombre de Elly Kedward.